# Воронь (озеро)
Во́ронь (бел. Во́рань) — озеро в Лепельском районе Витебской области в бассейне реки Улла.
Площадь поверхности озера 2,4 км², длина 2,6 км, наибольшая ширина 1,47 км. Наибольшая глубина озера достигает 16 м. Длина береговой линии 9,8 км, площадь водосбора — 57,1 км², объём воды 17,5 млн м³.
Озеро расположено в 13 км к северу от города Лепель. На западном берегу находится деревня Воронь, вдоль западного берега идёт автодорога Лепель — Ушачи. В северную часть озера впадает река Вороница, из южной части вытекает небольшой ручей, который уже через несколько километров после истока впадает в реку Зеха. Склоны котловины высотой 2-3 м, на северо-западе до 8 м, местами распаханы. Рельеф дна сложный, с ложбинами и впадинами, до глубины 2 м дно песчаное. На озере есть несколько небольших островов. Около 25 % площади озера занимает прибрежная растительность, ширина её полосы 5-75 м.